# Cardiatherium

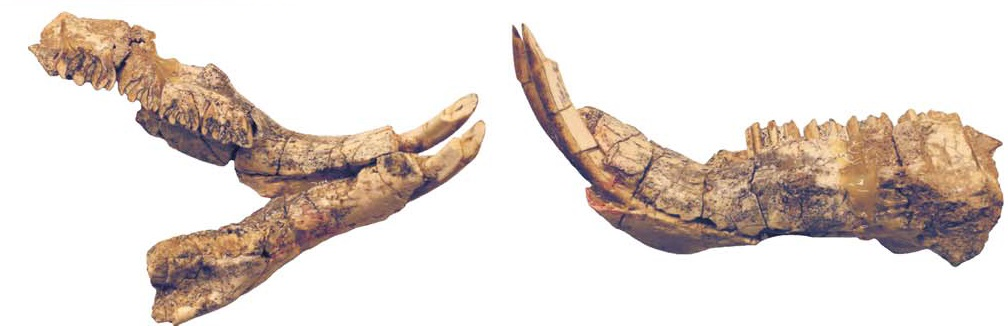
Mandibola di Cardiatherium calingastaense

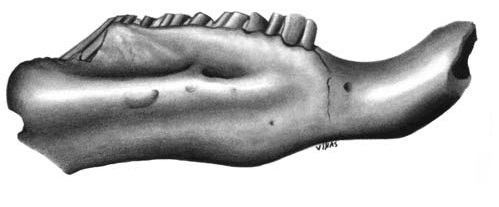
Mandibola di Cardiatherium doeringi

Il cardiaterio (gen. Cardiatherium) è un roditore estinto, appartenente ai caviomorfi. Visse tra il Miocene superiore e il Pliocene inferiore (circa 9 - 5 milioni di anni fa) e i suoi resti fossili sono stati ritrovati in Sudamerica.

## Descrizione
Questo animale doveva essere vagamente simile a un aguti attuale, sia come aspetto che come dimensioni. Le caratteristiche dentarie, tuttavia, indicano che Cardiatherium era probabilmente una forma arcaica di capibara. Come tutti i capibara, era dotato di un terzo molare superiore di enormi dimensioni. Lo smalto dei molari era in connessione, in alto nella parte esterna e in basso nella parte interna: le seconde sinclinali dei molari superiori e le terze dei molari inferiori erano barrate al margine della corona.

## Classificazione
Il genere Cardiatherium ("bestia - cuore", con riferimento alla forma dei denti in sezione) venne descritto per la prima volta da Florentino Ameghino nel 1883, sulla base di resti fossili ritrovati in terreni del Miocene superiore in Argentina; la specie tipo è Cardiatherium doeringi, ma a questo genere sono state attribuite in seguito numerose altre specie, come C. patagonicum, C. chasicoense, C. calingastaense, C. orientalis, C. rosendoi, C. talicei e C. isseli, tutte provenienti da Argentina, Brasile, Perù, Uruguay e Venezuela. La specie C. paranense, particolarmente ben conosciuta, è attribuibile alla specie tipo. A questo genere sono stati attribuiti anche i fossili precedentemente descritti sotto i nomi Anchimys e Procardiatherium. 
Cardiatherium è considerato un membro arcaico della famiglia Hydrochoeridae, comprendente gli attuali capibara e altre forme estinte di grandi dimensioni. Cardiatherium, in particolare, sembrerebbe essere stata una forma basale della famiglia, originatasi all'inizio del Miocene superiore ed estintasi all'inizio del Pliocene.